# Dagboek van een herdershond
Dagboek van een herdershond is een Nederlandse televisieserie in zestien delen, onder regie van Willy van Hemert en uitgezonden door de KRO tussen 16 januari 1978 en 29 januari 1980 op Nederland 1. De serie werd geproduceerd door Joop van den Ende. De hoofdrol van kapelaan Erik Odekerke werd vertolkt door de Vlaamse acteur Jo De Meyere. Het eerste seizoen van acht delen is een vrij nauwgezette bewerking van De kraai op den kruisbalk, het eerste deel van de trilogie Kroniek eener parochie van de priester-schrijver Jacques Schreurs. De serie werd een enorm succes en is uitgezonden in onder andere Duitsland, Finland en Zuid-Amerika.
Nadat Van Hemert in de jaren zeventig grote successen had behaald met series als De kleine waarheid, vroeg de KRO hem om een serie voor die omroep te maken met een duidelijk rooms-katholieke signatuur. Van Hemert zocht aanvankelijk zijn inspiratie in boeken van Vlaamse auteurs, maar kwam uiteindelijk uit bij een trilogie van Schreurs die hij nog kende uit zijn studententijd aan het seminarie.
Na de eerste acht afleveringen begon eind 1979 een tweede seizoen. De acteur Ko van Dijk jr. die in de eerste serie een belangrijk aandeel had, was overleden tijdens de opnameperiode voor de tweede serie en Van Hemert vond het ongepast het personage Boer Bonte te laten spelen door een andere acteur. Hij herschreef daarom zijn oorspronkelijke script. Er kwam een belangrijke rol voor de jonge actrice Renée Soutendijk.
De buitenopnames voor de serie werden gemaakt in het dorp Eijsden in Limburg. Het verhaal heeft zich in werkelijkheid afgespeeld in Geleen, ten tijde van de opkomst van de steenkolenmijnen in Limburg, in Geleen was dat de staatsmijn Maurits.
Overige opnames werden gemaakt in de Steenkolenmijn van Waterschei-Genk in België en de Steenkolenmijn Valkenburg. De serie, zowel seizoen 1 als 2, is op 16 oktober 2003 als vierdelige box op VHS video uitgebracht en als tweedelige box op DVD.
Van de serie verschenen twee boeken in romanvorm. De muziek, van Ruud Bos, werd uitgebracht op een LP, waarop tevens fragmenten uit de serie te beluisteren zijn.
In 2022 heeft Albert Verlinde een musical gemaakt die opgevoerd werd in het MECC Maastricht. De hoofdrollen werden daarin vertolkt door Joes Brauers (als Erik Odekerke) en Angela Schijf. Deze musical zou in 2023 wegens succes terugkeren, maar dit werd geannuleerd vanwege de te hoge kosten. Als alternatief werd de musical door de Nederlandse publieke omroep  op zondagavond 3 september 2023 van 20:30 tot 22:05 uur rechtstreeks vanuit Sittard uitgezonden op NPO 1, zodat iedereen die de musical niet in het MECC heeft kunnen zien, deze op televisie kon zien.

## Het verhaal
De serie verhaalt over de jonge en naïeve kapelaan Erik Odekerke die in 1914 in een Limburgse gemeente wordt geplaatst. Door zijn sociale bewogenheid en zijn verlegenheid steekt hij sterk af bij zijn baas, pastoor Bonhomme. De laatste is conservatief, en een Bourgondisch levensgenieter. Odekerke komt als gevolg van zijn naïviteit regelmatig in botsing met de lokale bevolking, maar weet zich gesteund door zijn Engelbewaarder, en door zijn vriend Lumens.

## Rolverdeling TV serie
| Acteur                  | Personage                                | Opmerkingen               |
| ----------------------- | ---------------------------------------- | ------------------------- |
| Jo De Meyere            | Kapelaan Erik Odekerke                   |                           |
| Kees Brusse             | Engelbewaarder (stem)                    |                           |
| Ko van Dijk jr.         | Nicolaas Bonte                           | ook wel de "mens" genoemd |
| Bob Storm               | Pastoor Bonhomme                         |                           |
| Rudi Falkenhagen        | Kapelaan Paulus Lumens                   |                           |
| Jan Teulings            | Severinus van der Schoor                 |                           |
| Brûni Heinke            | Miete van der Schoor                     |                           |
| John Leddy              | Reinout Eussens                          |                           |
| Tilly Perin-Bouwmeester | Tante Dora                               |                           |
| Joop Doderer            | Notaris Persoon                          |                           |
| Ben Aerden              | Baron de Ghistelles                      |                           |
| Peter Aryans            | Ambtenaar staatsmijnen                   |                           |
| René van Asten          | Peter Bonte                              |                           |
| Kees Broos              | Dorus Bonte                              |                           |
| Dirk Celis              | Kapelaan Van den Brande                  |                           |
| Flip van Duyn           | Gijs Bonte                               |                           |
| Hella Faassen           | Vrouw Briels                             |                           |
| Porgy Franssen          | schilder                                 |                           |
| Rob Fruithof            | Karel Bonte                              |                           |
| Mart Gevers             | Huishoudster Cathrien                    |                           |
| Paul van Gorcum         | Administrateur Palmen                    |                           |
| Manfred de Graaf        | Johannes den Hertog                      |                           |
| Josja Hamann            | Lambert Bonte                            |                           |
| Guus Hermus             | Dokter Aalberse                          |                           |
| Hans Hoekman            | Louis Bonte                              |                           |
| Jan Hundling            | Schoolhoofd Bongaerts                    |                           |
| Leoni Jansen            | Tineke de Waal                           |                           |
| Herbert Joeks           | Notarisklerk                             |                           |
| Frans Kokshoorn         | Koos Weenink                             |                           |
| Marja Lieuwen           | Zuster Angelique                         |                           |
| Karin Meerman           | Truusje Odekerke                         |                           |
| Con Meijer              | De waard Vroemen                         |                           |
| Peter Römer             | René Bongaerts                           |                           |
| Michel van Rooy         | Arbeider brouwerij                       |                           |
| Andreas van der Schaaf  | Parketwachter                            |                           |
| Johan te Slaa           | Goswinus Slangen                         |                           |
| Betsy Smeets            | Louise Bongaerts                         |                           |
| Renée Soutendijk        | Klaasje Weenink                          |                           |
| Emmy van Swoll          | Slotmarieke Nefkens                      |                           |
| Willy Theunissen        | Eigenaar gebakkraam                      |                           |
| Johan Timmers           | Jacob Bonte                              |                           |
| Franck Van Erven        | Gekke Bertus                             |                           |
| Willy Van Heesvelde     | Jonker Renet                             |                           |
| Ine Veen                | Huishoudster Angèle Lestrieux            |                           |
| Jeanne Verstraete       | Catherina (Marie-Catrien) Bonte-Meuffels |                           |
| Celine Weenen           | Freule Ghislaine                         |                           |
| Jan Winter              | Voorzitter Mijnwerkersbond               |                           |
| Martijn de Haas         | Kleine Johannes                          | [ 3 ]                     |

## Prijzen
De serie won in 1978 de Gouden Televizier-Ring.